# Wereldkampioenschap ijshockey vrouwen 2000
Het wereldkampioenschap ijshockey vrouwen 2000 was het 6e wereldkampioenschap ijshockey voor vrouwen in de hoogste divisie en werd gespeeld van 3 tot en met 9 april 2000 in Canada. De speellocaties waren het Hershey Centre in Mississauga (waar de groepswedstrijden van het gastland, de halve finale, de wedstrijd om de derde plaats en de finale zijn gespeeld) en stadions in Barrie, Kitchener, London, Niagara Falls, Oshawa en Peterborough. 
Het deelnemersveld bestond uit acht landenploegen namelijk de nummers 1 tot en met 7 van het  vorige wereldkampioenschap in 1999 en de winnaar van het B-wereldkampioenschap in 1999, Japan. Wereldkampioen werd Canada met een 3-2 overwinning in de finale op de Verenigde Staten. De nummers 1 t/m 7 plaatsten zich voor het volgende wereldkampioenschap in 2001. Degradant was nummer 8 Japan. 

## Wedstrijdformule
De acht aan het toernooi deelnemende landen werden verdeeld in twee groepen van vier die een rond toernooi speelden. De nummers 1 speelden in de halve finale tegen de nummer 2 van de andere groep. De winnaars daarvan speelden de finale en de verliezers de wedstrijd om de 3e  plaats. De nummers 3 van de groepen speelden tegen de nummers 4 van de andere groep kruiswedstrijden. De winnaars daarvan speelden om de 5e plaats en de verliezers om de 7e plaats.

## Groep A

### Tabel
|    | Nationale ploeg | Gesp. | Winst | Gelijk | Verlies | Doelp. voor | Doelp. tegen | Doelp. verschil | Punten |
| -- | --------------- | ----- | ----- | ------ | ------- | ----------- | ------------ | --------------- | ------ |
| 1. | Canada          | 3     | 3     | 0      | 0       | 21          | 1            | +20             | 6      |
| 2. | Zweden          | 3     | 1     | 1      | 1       | 11          | 5            | +6              | 3      |
| 3. | China           | 3     | 1     | 1      | 1       | 5           | 9            | -4              | 3      |
| 4. | Japan           | 3     | 0     | 0      | 3       | 0           | 22           | -22             | 0      |

### Wedstrijden
3 april
- Japan -  Canada 0 – 9 (0 - 3, 0 - 2, 0 - 4)
- China -  Zweden 1 – 1 (0 - 0, 0 - 1, 1 - 0}

4 april
- Zweden -  Japan 10 – 0 (2 - 0, 3 - 0, 5 - 0)
- Canada -  China 8 – 1 (5 - 0, 2 - 0, 1 - 1)

6 april
- China -  Japan 3 – 0 (2 - 0, 1 - 0, 0 - 0)
- Canada -  Zweden 4 – 0 (2 - 0, 2 - 0, 0 - 0)

## Groep B

### Tabel
|    | Nationale ploeg  | Gesp. | Winst | Gelijk | Verlies | Doelp. voor | Doelp. tegen | Doelp. verschil | Punten |
| -- | ---------------- | ----- | ----- | ------ | ------- | ----------- | ------------ | --------------- | ------ |
| 1. | Verenigde Staten | 3     | 3     | 0      | 0       | 35          | 4            | +31             | 6      |
| 2. | Finland          | 3     | 2     | 0      | 1       | 14          | 6            | +8              | 4      |
| 3. | Rusland          | 3     | 1     | 0      | 2       | 8           | 24           | -16             | 2      |
| 4. | Duitsland        | 3     | 0     | 0      | 3       | 4           | 27           | -23             | 0      |

### Wedstrijden
3 april
- Finland -  Rusland 7 – 1 (4 - 0, 2 - 1, 1 - 0)
- Duitsland -  Verenigde Staten 1 – 16 (1 - 5, 0 - 4, 0 - 7)

4 april
- Finland -  Duitsland 4 – 1 (2 - 0, 1 - 1, 1 - 0)
- Verenigde Staten -  Rusland 15 – 0 (6 - 0, 7 - 0, 2 - 0)

6 april
- Rusland -  Duitsland 7 – 2 (1 - 0, 3 - 1, 3 - 1)
- Verenigde Staten -  Finland 4 – 3 (0 - 2, 1 - 0, 3 - 1)

## Competitie om de 5et/m 8eplaats

### Kruiswedstrijden
7 april
- China -  Duitsland 3 – 0 (0 - 0, 3 - 0, 0 - 0)
- Japan -  Rusland 4 – 8 (3 - 3, 1 - 1, 0 - 4)

### Wedstrijd om de 7eplaats
9 april
- Duitsland -  Japan 3 – 2 (0 - 0, 2 - 1, 0 - 1, 1 - 0)

### Wedstrijd om de 5eplaats
9 april
- Rusland -  China 4 – 0 (0 - 0, 1 - 0, 3 - 0)

## Competitie om de 1et/m 4eplaats

### Halve finale
8 april
- Canada -  Finland 3 – 2 (2 - 1, 1 - 1, 0 - 0)
- Verenigde Staten -  Zweden 3 – 1 (1 - 0, 3 - 0, 3 - 1)

### Wedstrijd om de 3eplaats
9 april
- Finland -  Zweden 7 – 1 (2 - 0, 2 - 1, 3 - 0)

### Finale
9 april
- Canada -  Verenigde Staten 3 – 2 (0 - 0, 0 - 2, 2 - 0, 1 - 0)

## Eindstand
| Plaats | Landenploeg      |
| ------ | ---------------- |
| Goud   | Canada           |
| Zilver | Verenigde Staten |
| Brons  | Finland          |
| 4.     | Zweden           |
| 5.     | Rusland          |
| 6.     | China            |
| 7.     | Duitsland        |
| 8.     | Japan            |